# Птитим
Птитим е макаронено изделие подобно на кускус но с по-големи зърна като булгур.
След репатрацията на евреите от страните от Магреб през 1940-те и 1950-те години в Израел получава разпространение аналог на кускуса – „птитим“ (иврит- פתיתים), който‎ е с по-голям размер на частиците (като орзо /критараки/ ризони). Необходимостта от производство на универсален продукт, който може да замени кускуса и най-вече ориза, възниква в Израел в средата на 20 век. По това време в страната има недостиг на тези традиционни продукти, така че израелският премиер поставя задачата на специалистите да разработят пълноценна замяна за тях. За първи път този продукт е направен от пшеничено брашно според технологията на производство на макаронени изделия, но с формата на ориз и бързо печели място в израелската кухня, където е наречен „ориза на Бен-Гурион“.
По-късно се появява израелския кускус – птитим. Този продукт се произвежда под формата на топки, черупки, сърца, звезди, спирали, рога, различни фигури, които децата харесват. Той е боядисан в различни цветове, с различни аромати, като се включват разнообразни естествени добавки.
Птитимът се използва за приготвяне на разнообразни ястия – гарнитури, супи, салати. Многофункционалността на кулинарната употреба, простотата на технологията на производство и полезните свойства са позволили птитимът да е в диетата на жителите на много страни по света. Готвенето с птитим е съвсем просто. Той се вари, докато се свари във вряща вода, след което се прехвърля в гевгир. Поради плътната консистенция, продуктът остава ронлив, не се слепва и не губи своята форма.
Подобно на паста от твърда пшеница, птитимът съдържа значителни количества растителен протеин, витамини от група В, микро и макроелементи. Произвежда се като се използва само брашно от твърда пшеница и вода, без изкуствени добавки.